# Mariam Naraghi
Anna Mariam Naraghi, född 20 april 1976 i Wien, är en svensk poet. Naraghi debuterade år 2008 med boken Bekännelse på Landbrogatan.

## Biografi
Naraghi föddes i Wien, till en iransk far och en svensk-österrikisk mor född i Indien, och växte upp med sin mor och lillasyster i Oskarshamn.